# Плейнфілд (Нью-Джерсі)
Плейнфілд (англ. Plainfield) — місто (англ. city) в США, в окрузі Юніон штату Нью-Джерсі. Населення — 54 586 осіб (2020).

## Історія
Плейнфілд було утворене як селище 5 квітня 1847 як частина селища Вестфілд (Westfield).

## Географія
Плейнфілд розташований за координатами 40°36′56″ пн. ш. 74°24′57″ зх. д. / 40.61556° пн. ш. 74.41583° зх. д. (40.615444, -74.415775).  За даними Бюро перепису населення США в 2010 році місто мало площу 15,63 км², з яких 15,60 км² — суходіл та 0,03 км² — водойми.

### Клімат
| Клімат : Плейнфілд    | Клімат : Плейнфілд | Клімат : Плейнфілд | Клімат : Плейнфілд | Клімат : Плейнфілд | Клімат : Плейнфілд | Клімат : Плейнфілд | Клімат : Плейнфілд | Клімат : Плейнфілд | Клімат : Плейнфілд | Клімат : Плейнфілд | Клімат : Плейнфілд | Клімат : Плейнфілд | Клімат : Плейнфілд |
| Показник              | Січ.               | Лют.               | Бер.               | Квіт.              | Трав.              | Черв.              | Лип.               | Серп.              | Вер.               | Жовт.              | Лист.              | Груд.              | Рік                |
| Середній максимум, °C | 4,1                | 6,3                | 11,4               | 17,7               | 23,4               | 28,1               | 30,4               | 29,5               | 25,4               | 18,8               | 12,7               | 6,3                | 17,9               |
| Середній мінімум, °C  | −4,8               | −3,7               | −0,2               | 5,0                | 10,1               | 15,4               | 18,3               | 17,4               | 13,2               | 6,8                | 2,2                | −2,3               | 6,5                |
| Норма опадів, мм      | 94                 | 74                 | 109                | 96                 | 107                | 105                | 135                | 91                 | 118                | 109                | 99                 | 94                 | 1230               |
| Днів з опадами        | 9,7                | 8,3                | 9,5                | 10,9               | 10,3               | 10,0               | 9,4                | 8,8                | 8,3                | 8,3                | 9,1                | 9,7                | 112,3              |
| Днів зі снігом        | 2,9                | 2,0                | 1,4                | ,2                 | 0                  | 0                  | 0                  | 0                  | 0                  | 0                  | ,2                 | 1,4                | 8,1                |
| --------------------- | ------------------ | ------------------ | ------------------ | ------------------ | ------------------ | ------------------ | ------------------ | ------------------ | ------------------ | ------------------ | ------------------ | ------------------ | ------------------ |
| Джерело: NOAA         |                    |                    |                    |                    |                    |                    |                    |                    |                    |                    |                    |                    |                    |

## Демографія
Згідно з переписом 2010 року, у місті мешкало 49 808 осіб у 15 180 домогосподарствах у складі 10 877 родин. Було 16621 помешкання
Расовий склад населення:
| - 50,2 % — чорних або афроамериканців - 23,5 % — білих - 1,0 % — азіатів - 0,9 % — корінних американців - 0,1 % — вихідців з тихоокеанських островів - 20,1 % — осіб інших рас |

До двох чи більше рас належало 4,2 %. Частка іспаномовних становила 40,4 % від усіх жителів.
За віковим діапазоном населення розподілялося таким чином: 25,8 % — особи молодші 18 років, 64,7 % — особи у віці 18—64 років, 9,5 % — особи у віці 65 років та старші. Медіана віку мешканця становила 33,3 року. На 100 осіб жіночої статі у місті припадало 101,3 чоловіків;  на 100 жінок у віці від 18 років та старших — 100,4 чоловіків також старших 18 років.
Середній дохід на одне домашнє господарство  становив 71 436 доларів США (медіана — 54 500), а середній дохід на одну сім'ю — 72 188 доларів (медіана — 53 917). Медіана доходів становила 30 412 долари для чоловіків та 36 630 доларів для жінок. За межею бідності перебувало 23,0 % осіб, у тому числі 35,3 % дітей у віці до 18 років та 13,3 % осіб у віці 65 років та старших.
Цивільне працевлаштоване населення становило 25 872 особи. Основні галузі зайнятості: освіта, охорона здоров'я та соціальна допомога — 16,7 %, науковці, спеціалісти, менеджери — 16,0 %, виробництво — 13,8 %.

## Персоналії
- Ван Вік Брукс (1886–1963) — літературознавець.
- Ірвінг Пенн (1917–2009) — фотограф.
- Джеймс Йорк (нар. 1941) — математик.
- Кеннет Гем (нар. 1964) — астронавт.
- Мері Маккормак (нар. 1969) — акторка.
- Джей Вільямс (нар. 1981) — професіональний баскетболіст.
- Ерл Кларк (нар. 1988) — професійний баскетболіст.